# Winners and Losers
Pour plus de détails, voir Fiche technique et Distribution.
Winners and Losers est un documentaire franco-américain réalisé par Lech Kowalski et sorti en 2007.

## Synopsis
La coupe du monde de football 2006 vue du côté des spectateurs.

## Fiche technique
- Titre original : Winners and Losers
- Réalisation : Lech Kowalski
- Scénario, photographie et montage : Lech Kowalski
- Son : Emmanuel Soland
- Production : Agat Films & Cie - Ex Nihilo
- Pays de production :  France -  États-Unis
- Genre : documentaire
- Durée : 75 minutes
- Date de sortie : Suisse - 11 août 2007[1] (Festival de Locarno)

## Distribution
- David Ashby

## Sélections
- Festival international du film de Locarno 2007[2]
- Doclisboa 2007 (« Rétrospective Lech Kowalski »)[3]
- Festival international de cinéma contemporain de Mexico 2008[4]